# 폐하의 극장

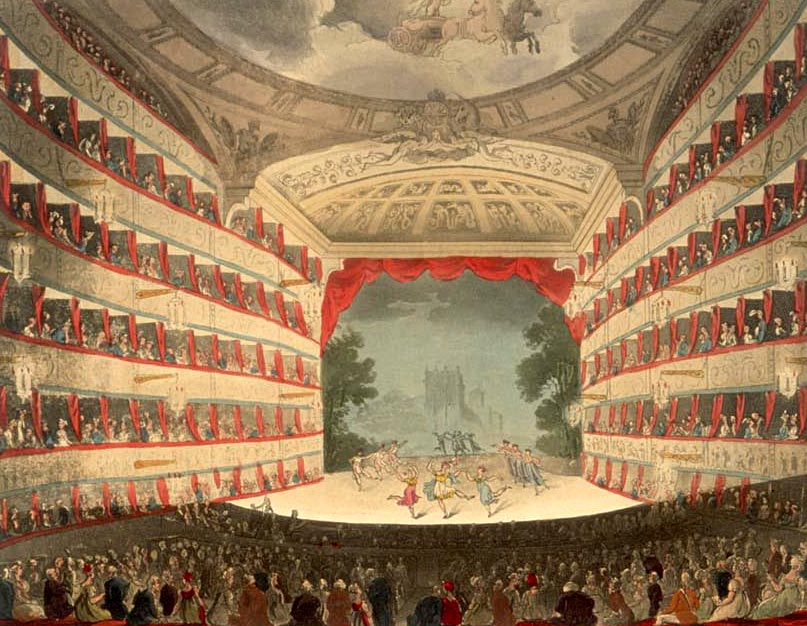
현재 "여왕 폐하의 극장"의 전신인 "헤이마켓"의 오페라 하우스에서의 약 1808년의 공연.

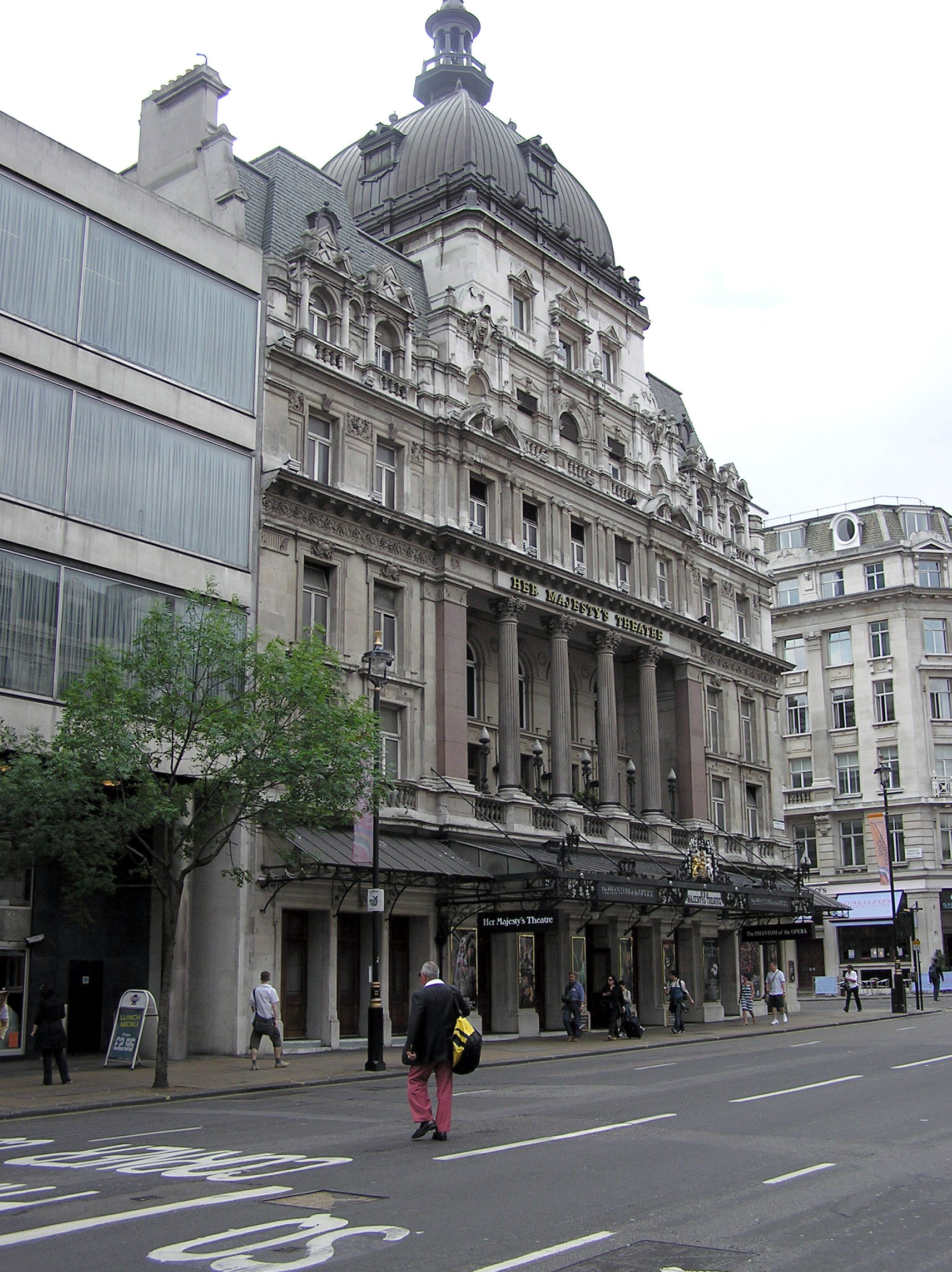
"헤이마켓 거리"에 위치한 "여왕 폐하의 극장", 앤드류 로이드 웨버의 "오페라의 유령"의 원공연지다. 이 뮤지컬은 "여왕 폐하의 극장"에서 1986년에 상연되기 시작했고, 여전히 공연되고 있다.

폐하의 극장(His Majesty's Theatre)은 런던의 웨스트 엔드에 위치한 극장이다.

## 역사
이 극장은 헤이마켓 거리에 1705년부터 있어왔다. 첫 번째 빌딩은 존 밴브루 경에 의해 설계되었다. 처음의 이름은 앤 여왕의 이름을 따서, "여왕 극장(The Queen's Theatre)"라 지어졌고, 그 후 남성 군주가 왕좌를 승계함에 따라, 1714년부터는 "국왕 극장(The King's Theatre)"라 불리었다. 지금은 몇 개의 극장만이 런던에서 운영하게끔 허가되었다. 이 극장은 1710년부터 1789년 불에 타서 무너지기 전까지 오페라 공연과 관련이 있었다.
두 번째 극장은 1791년에 개장하였다. 1806년 모차르트의 《티토 황제의 자비》, 1811년 《코지 판 투테》, 1816년 《돈 조반니》의 런던에서의 첫공연이 이 극장에서 막이 올려졌다. 1816년과 1818년에 존 내쉬와 조지 렌톤은 파사드와 오디토리움을 변경하였다. 또한 극장 뒤를 따라 지금까지도 서있는, "Royal Opera Arcade"라 불리는 쇼핑 아케이드를 첨가하였다. 1837년 빅토리아 여왕이 왕위를 계승하자, 이 극장의 이름은 "여왕 폐하의 극장, 이탈리아 오페라 하우스"라 변경되었다. “이탈리아 오페라 하우스”부분은 1847년에 삭제되었다.